# Lycée agricole de Suscinio
 (juillet 2018).
Pour les articles homonymes, voir Suscinio.
Le lycée agricole de Suscinio est un établissement public d'enseignement agricole dépendant du ministère de l'agriculture et de l'alimentation. 
Il est aujourd’hui intégré à l’Établissement Public Local d'Enseignement et de Formations Professionnelles Agricole de Châteaulin - Morlaix – Kerliver (Hanvec).
Le site de Suscinio, à Ploujean, comprend :
- un manoir du XVIe siècle utilisé comme foyer des élèves à la création du lycée agricole en 1968 et qui est connu,  principalement, pour avoir été habité par le corsaire et vice-amiral Charles Cornic,
- un jardin botanique classé « Arbres remarquables de France » en octobre 2002,
- un lycée construit en 1968 et ouvert aux élèves le 4 novembre 1968,
- une exploitation agricole de 18 hectares qui s’est spécialisée dans la culture biologique depuis 1995,
- une plate-forme agrobiologique d’initiative bio (mise en œuvre par l’institut technique de l’agriculture biologique)[2].

## Le site du château de Suscinio à Ploujean
Le nom Suscinio viendrait d'un terme de l'ancien français « Soucy n’y ot » et d'une évolution du verbe se soulacier que l'on peut traduire par sans souci. Une autre théorie lie l'origine de Suscinio à Suschunyou traduisible en au-dessus des marais. Si cette traduction peut s'appliquer au château de Suscinio à Sarzeau, elle l'est moins pour le site de Ploujean qui était, principalement, sur une zone boisée au-dessus de la rivière de Morlaix même si un bras de mer, au Dourduff , a pu être appelé étang de Suscinio à proximité du ruisseau de Kersuté.
Une autre orthographe, moins employée, est celle de Chuchuniou retenue dans la réalisation de la carte de l'état-major 1820-1866 et le travail cartographique de 1950. Il est à noter que l’orthographe Suscinio est retenue, pour le château de Sarzeau sur cette même ressource cartographique, ce qui signifie que l'utilisation Suscinio, pour le site de Ploujean, est plus récente que pour celui du Morbihan. Quant à la carte de Cassini (XVIIIe), elle retient l'usage de Suscinio pour le château de Sarzeau et celui de Suscinou pour celui de Ploujean .
En 1934 un document iconographique, détenu par les archives départementales du Finistère, attribue le nom de Chuchuniou au château de Ploujean et un second document iconographique, de 1930, le nomme « Manoir de Suciniou en Ploujean ».
Selon la légende, une princesse de la Cour du roi Arthur y fut délivrée, de la fée Morgane, par un vaillant chevalier dans un palais dissimulé sous le Menez Ploujan. 
Une autre légende, de tradition orale, évoque le trésor du corsaire Charles Cornic caché dans un souterrain qui permettrait de relier le château à la rivière de Morlaix.

### Une mystérieuse tombe

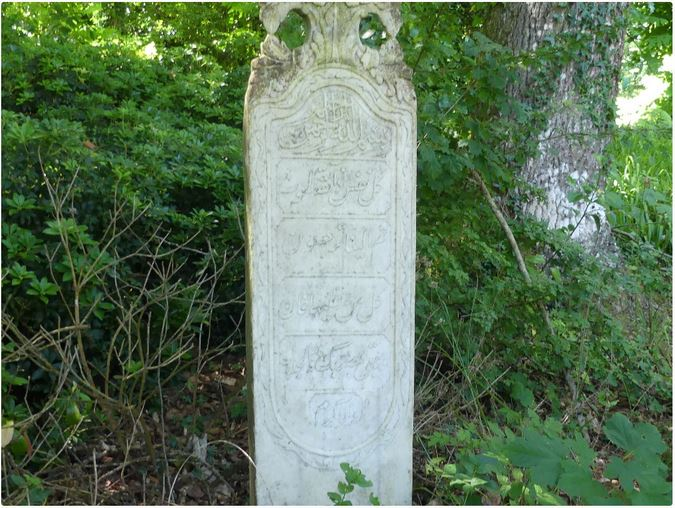
La mystérieuse tombe du château de Suscinio

Près de la chapelle du château, une tombe, qui est à l'origine de légendes, pourrait être la sépulture d'un proche collaborateur d'un ancien propriétaire des lieux qui était directeur de la Canal maritime de Suez.
La traduction de l'inscription correspond à une prière  : 

« Au nom de Dieu le Miséricordieux

Ensuite c'est vers Nous que vous serez ramenés.

Tout ce qui est sur elle (la terre) est destiné à disparaître.

Seule subsistera La face (l'Essence) de ton Seigneur, Plein de Majesté et de Noblesse. »

## Le château de Suscinio

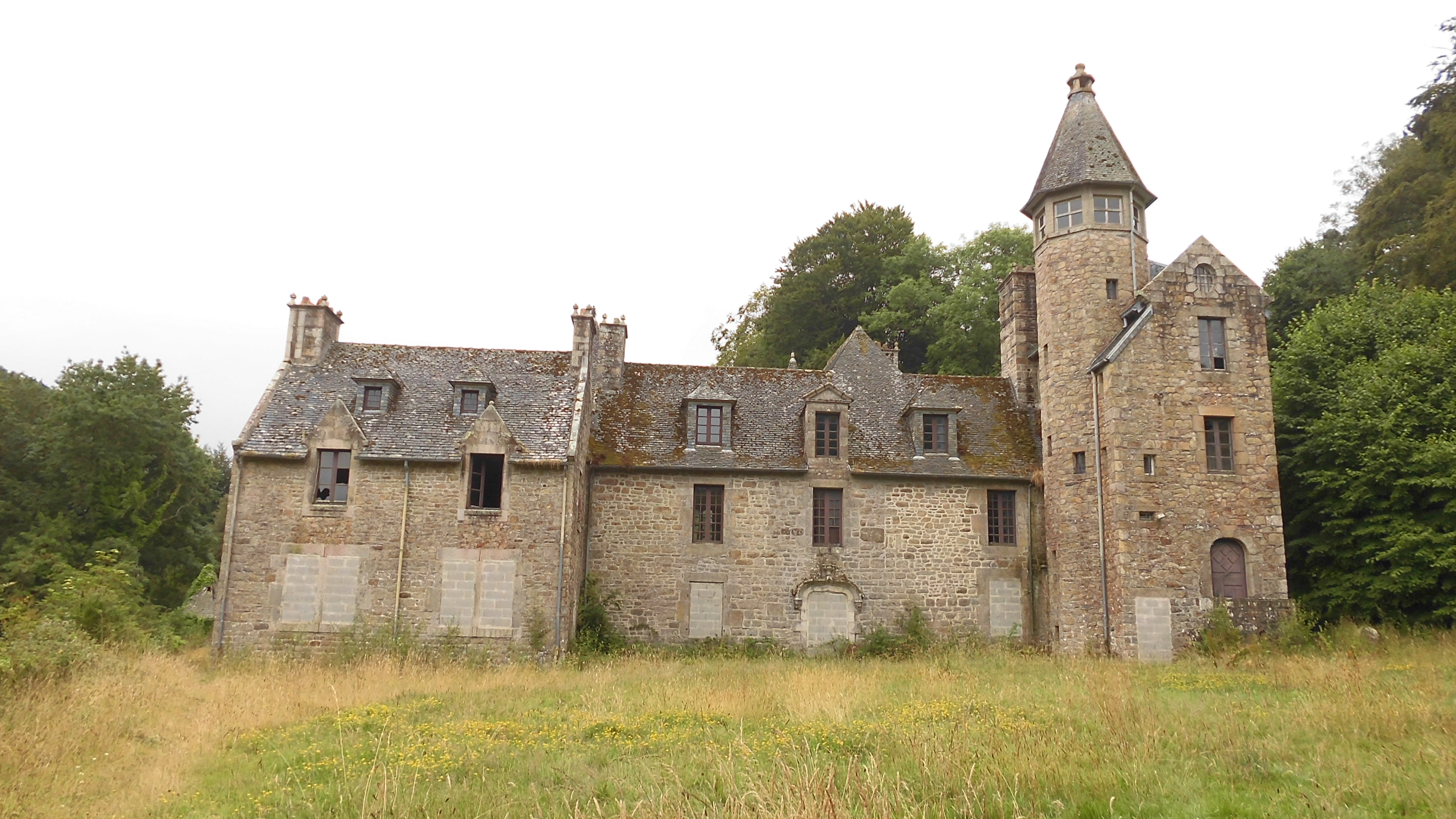
Le château de Suscinio a ses ouvertures murées.

Le château de Suscinio, à ne pas confondre avec le château de Suscinio sur la commune de Sarzeau dans le Morbihan, est un manoir qui, à son achat par la ville de Morlaix en 1962, avait conservé la richesse de son patrimoine mobilier et une grande partie de sa décoration. Le bâtiment domine un vallon descendant vers un étang à eau de mer qui alimentait autrefois un moulin à marée dont il ne subsistait que la digue naturelle avec un petit massif schisteux. Le château aurait été bâti au XVIe siècle et modifié plusieurs fois dont, en 1660, par l'ajout de deux tours. 
L'historien local Louis Le Guennec a réalisé l'historique de l'occupation du domaine à partir du milieu du XVIIe siècle et a produit des descriptions du château et sa chapelle. La devise du château, gravée dans la pierre, est : « horas non numero nisi serenas » (je ne me rappelle que les moments heureux).

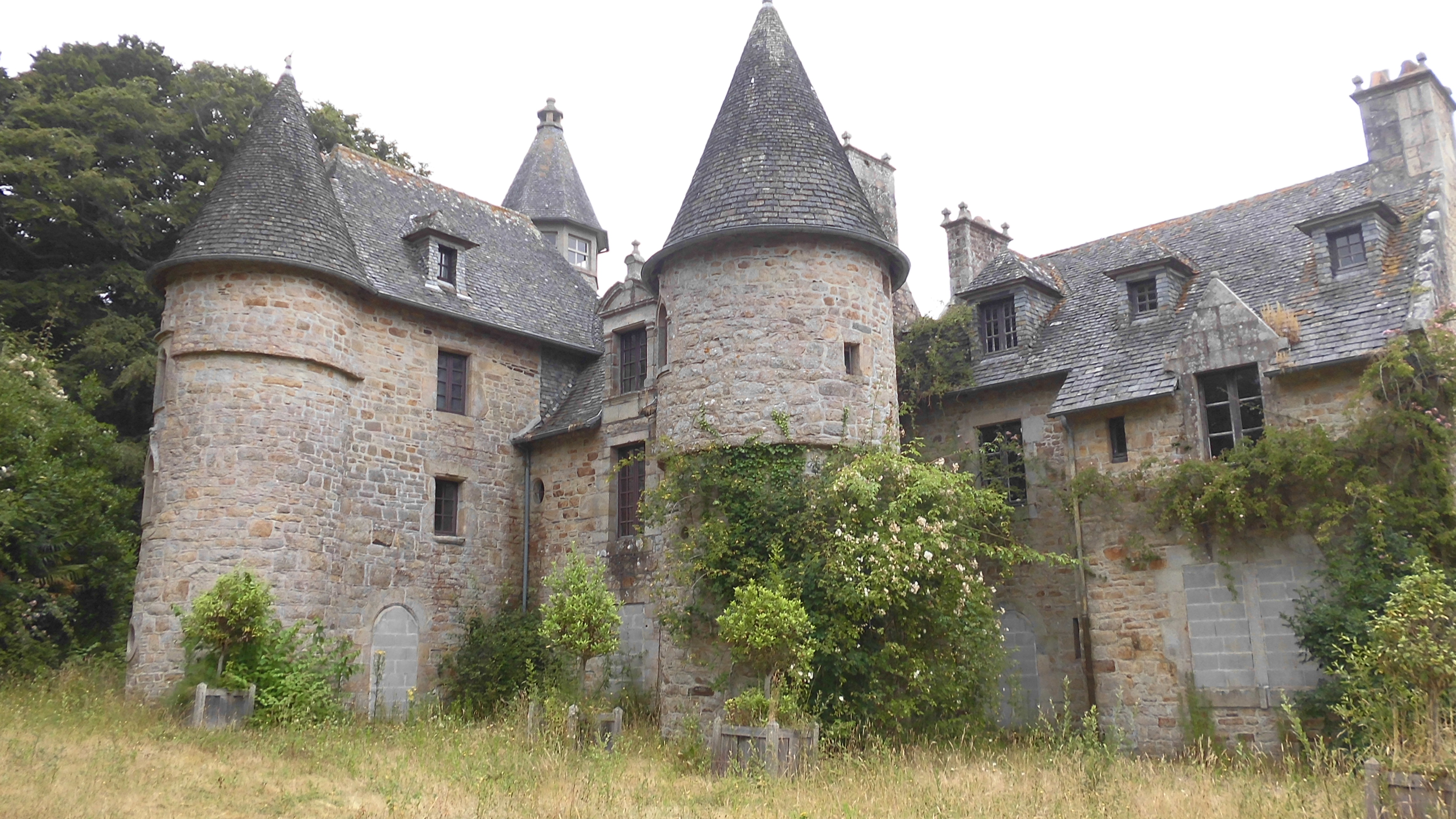
Le château de Suscinio sur sa partie Sud.

Parmi les différents et nombreux occupants de ce manoir Charles Cornic et Charles Alexandre apportent une grande part à la notoriété du site. Charles Cornic du Chesne ou Dumoulin, né le 5 septembre 1731 à Morlaix, paroisse Saint-Martin dans le Finistère et mort le 12 septembre 1809 au château de Suscinio, était un marin français du XVIIIe siècle, qui fut corsaire et amiral pendant la Révolution.
Charles Alexandre, né le 23 août 1821 à Morlaix, secrétaire particulier de Alphonse de Lamartine, auteur Souvenirs sur Lamartine et qui invitait régulièrement de grands écrivains et poètes sur le site. Ainsi, Charles Alexandre invite parmi les grands poètes de la fin du XIXe siècle, Frédéric Plessis et José Maria de Heredia, qui aurait écrit son célèbre sonnet « Sous le soleil couchant » au manoir,.
A l’ouverture du lycée agricole de Suscinio, à la rentrée scolaire 1968, le château est principalement utilisé comme foyer pour les élèves. Il est mis en valeur à chaque événement organisé par le lycée comme les féeries nocturnes organisées dans les années 70 : feux d’artifice et feux de Bengale tirés des tours du château.

### L’incendie du château en 1972
Jean Rivoallan (le premier chef d’établissement), dans son règlement intérieur, laissait paraître son inquiétude concernant la fragilité du château : « L’autorisation de fumer, quand elle est accordée par les parents, ne joue que pour les séjours à l’extérieur des bâtiments et au foyer (château). Encore convient-il d’être extrêmement prudent au foyer et de ne pas fumer ailleurs que dans les pièces dallées et carrelées qui s’y trouvent (bar, dégagements). En raison de la vétusté du château, la moindre imprudence aurait des conséquences tragiques. Seul l’usage des chaussons est autorisé dans les pièces cirées du château. ».
Cette inquiétude était fondée car, le 21 janvier 1972 en tout début de matinée, un gigantesque incendie le détruisit presque totalement à l’exception de la tour Philippar. Un débit d’eau insuffisant, une ligne téléphonique défectueuse et les nombreuses boiseries d’origine étaient autant de facteurs qui aggravèrent la situation. L’origine de l’incendie reste encore mystérieux même si la rénovation électrique était programmée. Il est aussi possible que l’origine soit un simple mégot de cigarette (de l’avis du capitaine des sapeurs-pompiers, « le feu a dû couver de longues heures car les boiseries en chêne massif ne s’enflamment que très lentement »).

### La restauration du château
Le château a bénéficié, après l’incendie, d’une remise en état et son utilisation, par le lycée, augmenta par l’installation du centre de documentation et d'information puis d'une salle informatique opérationnelle en 1980. 
Le Ministère accorda 250 000 francs qui permirent de réaliser deux dalles de béton, de réparer la charpente et la toiture (au moyen d'ardoises de Sizun épaisses et mi-cassées employées par les Beaux Arts pour la réfection et les réparations des toitures d'églises et de manoirs ou châteaux classés). Des financements complémentaires furent utilisés pour installer des dalles de parquet de chêne massif de 22 mm d'épaisseur et pour acheter un lot important d'Iroko destiné à fabriquer des fenêtres par les services techniques du lycée. L'employé menuisier du lycée assura la pose du parquet (flottant) sur deux niveaux (plus de 280 m2 de sol) ainsi que le montage d'une dizaine de tables rustiques au moyen de pieds tournés à Morlaix. Les tables étaient destinées à une grande salle de réunion garnie, en outre, d'un meuble en chêne massif, produit sur mesure, couvrant toute la largeur de la salle de réunion. Le rez-de-chaussée fut carrelé et le manteau de cheminée, réparé, car il s'était cassé en deux pendant l'incendie. 
Les élèves du lycée ont décrépi les murs, ce qui rendait les pierres apparentes, le crépi les avait protégées du feu.
L'ensemble de ces actions permirent de créer une nouvelle salle destinée au foyer des élèves, une bibliothèque, u atelier de travaux manuels et d'initiation aux œuvres d'art et quatre salles, à l'étage, devinrent le lieu de toutes les réunions (conseils de classe, publics extérieurs...). Enfin deux pièces furent aménagées en atelier informatique qui se développa, de manière importante, entre 1980 et 1988. Néanmoins, ne répondant plus à certaines normes pédagogiques, il fut délaissé au profit des locaux plus adaptés des bâtiments neufs du lycée.
En 2017, le château a fait l’objet de nombreuses questions concernant son avenir : la région Bretagne, propriétaire, serait prête à céder le château à l’euro symbolique à Morlaix communauté mais le coût de sa rénovation est estimé à un million d’euros. En attendant une décision future, les ouvertures ont été murées, en 2006, pour éviter un nouvel incident ou accident.
Le 10 mars 2023 le château est à nouveau en partie détruit par un incendie, qui dévasté sa tour historique, soit près du quart de l'édifice.

## Le parc botanique

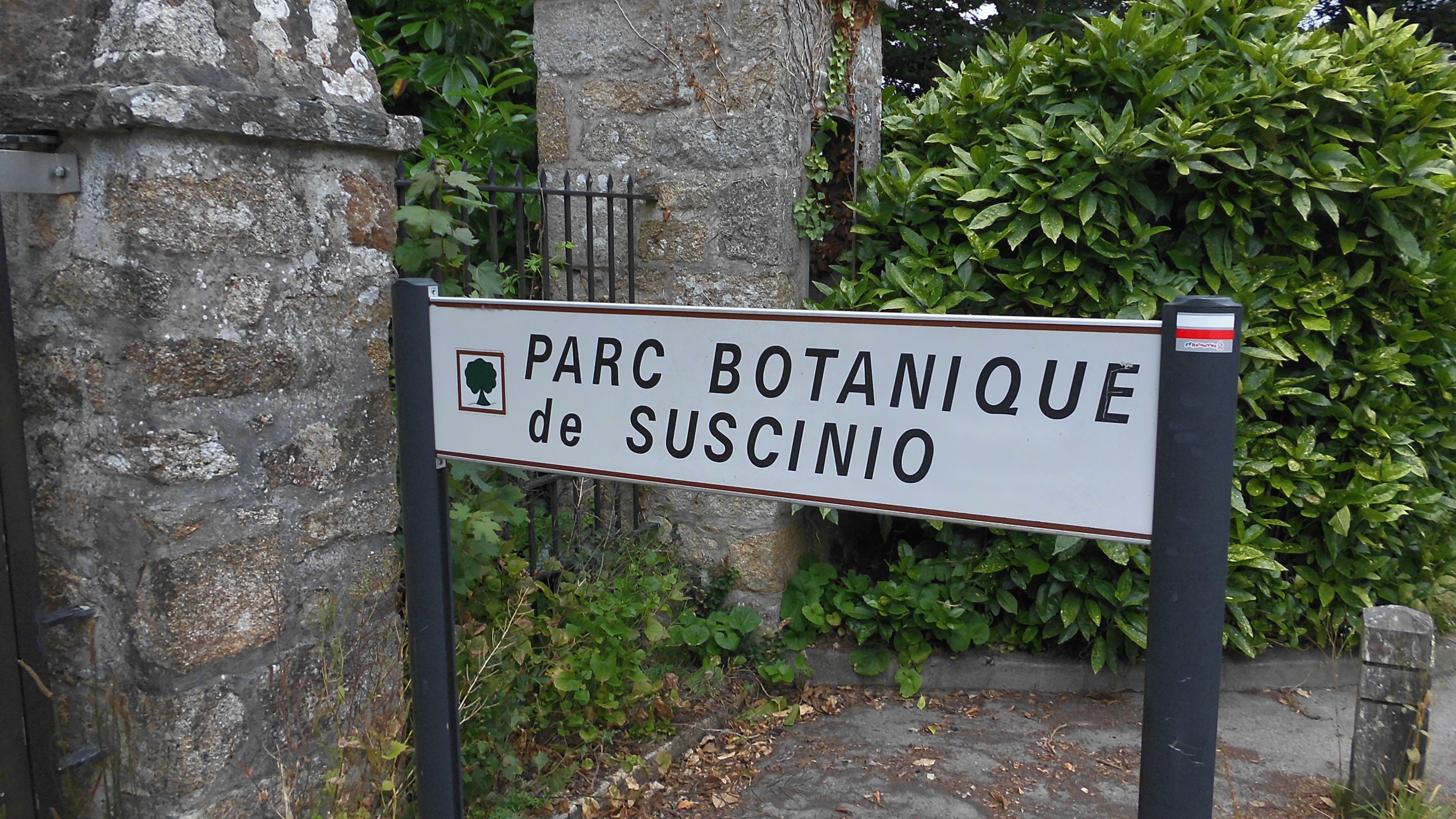
Le panneau du parc botanique de Suscinio et du circuit de randonnée GR 34.

Le parc botanique de Suscinio est un domaine de 3 hectares (28 862 m2). Il est traversé par le prestigieux sentier de randonnée « GR34 » appelé « sentier des douaniers ». Le parc a reçu, en décembre 2002, le label Arbre Remarquable de France notamment pour un hêtre centenaire, des pins de Monterey et un ptérocarya du Caucase.
Dès l’ouverture du lycée, les élèves et étudiants contribuent à la beauté du site exceptionnel et apportent des soins des arbres multicentenaires, dont certains ont été plantés par Charles Cornic, et aux spécificités de la flore du lieu : fougères de Tasmanie, camélias, azalées, et rhododendrons.

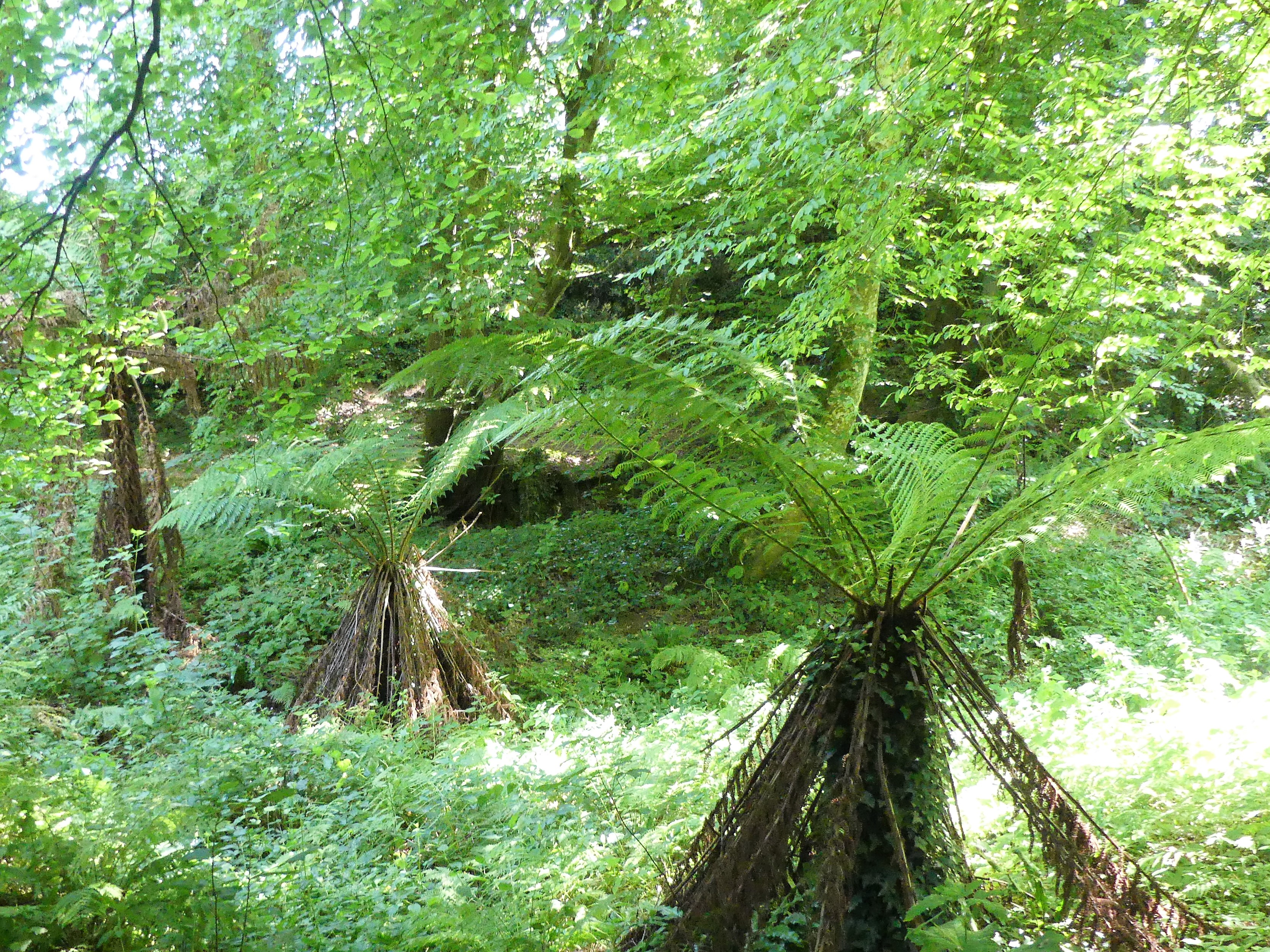
Les fougères arborescentes et les fougères de Tasmanie dans la vallée des mondes perdus.

Le jardin est composé de plusieurs espaces thématiques : jardin des enfants, jardin potager, jardin du corsaire, jardin des mondes perdus, jardin de la table ronde et jardins des souvenirs.
La tempête du 15 octobre 1987 détruit quelques arbres mais le parc renaît grâce aux travaux produits par les lycéens.
Dans les années 2000, la gestion du parc est assurée par l’association des jardins de Suscinio qui contribue à la valorisation de l’espace et à son appropriation par un large public scolaire et adulte passionné. Des journées d’animations se concrétisent par des fréquentation records de 2 000 à 3 000 personnes mais l’équilibre financier n’est pas atteint.

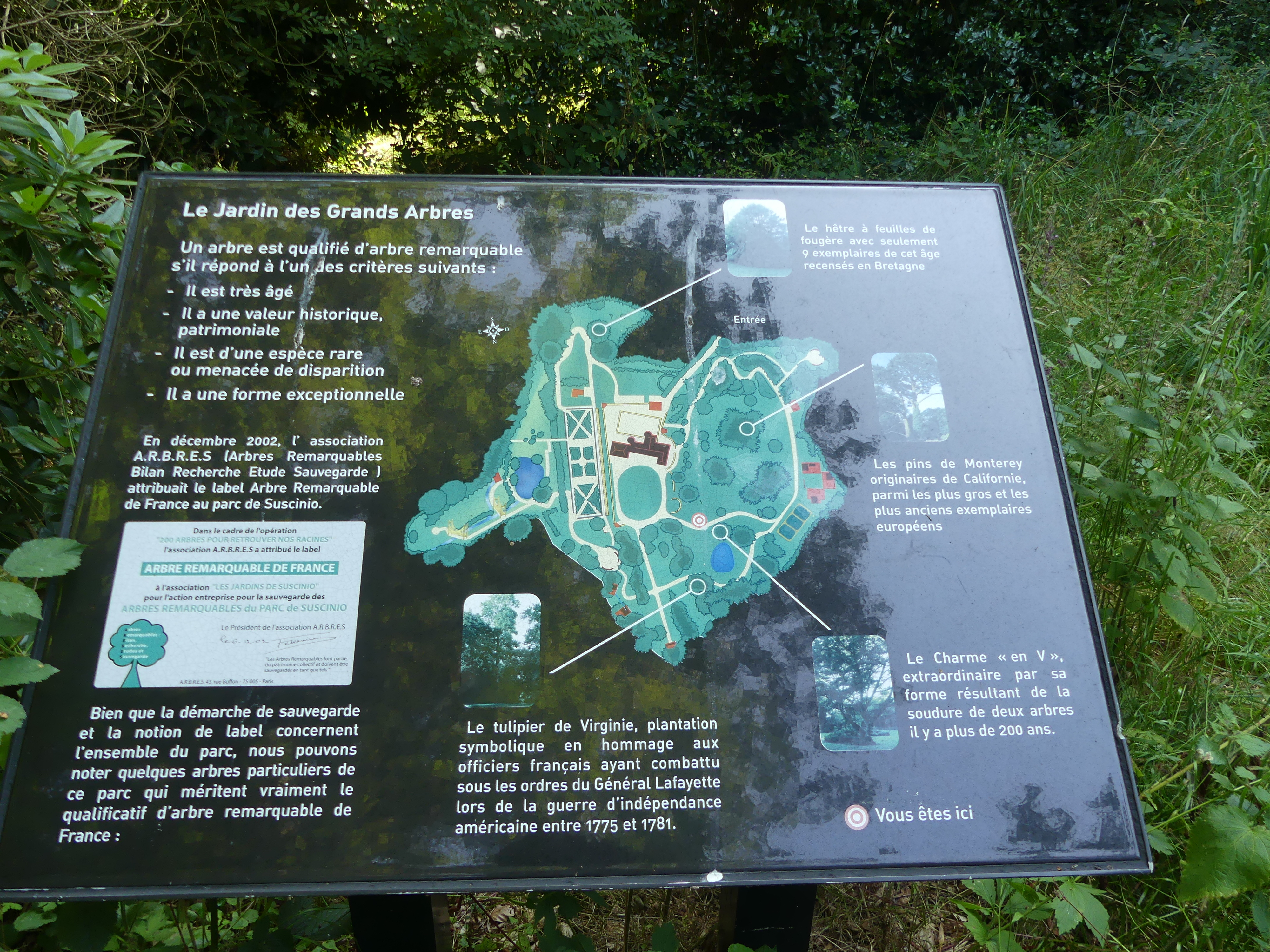
Carte des grands arbres du jardin botanique.
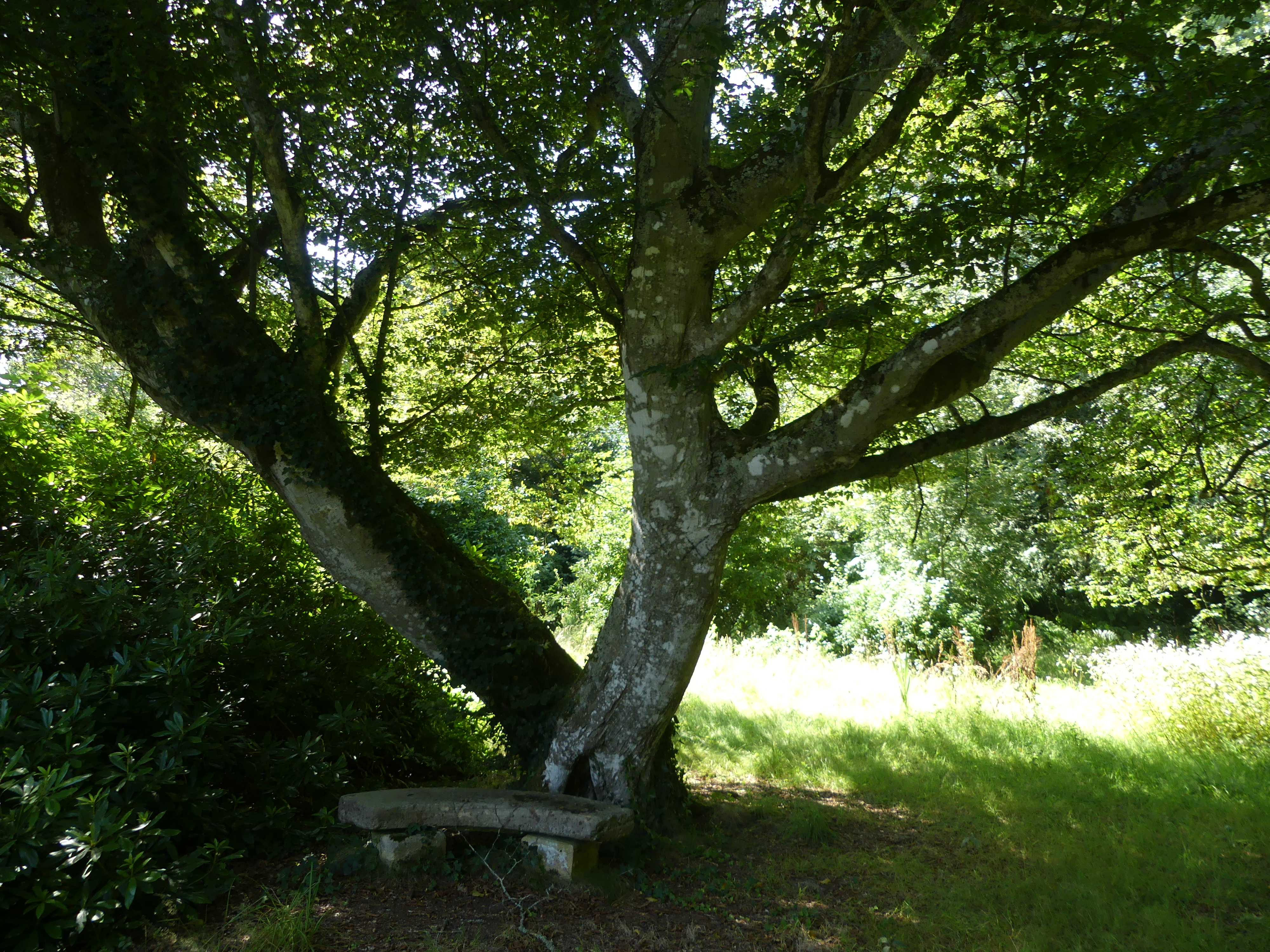
Le charme en V est issu d'une union de deux arbres il y a près de deux siècles.
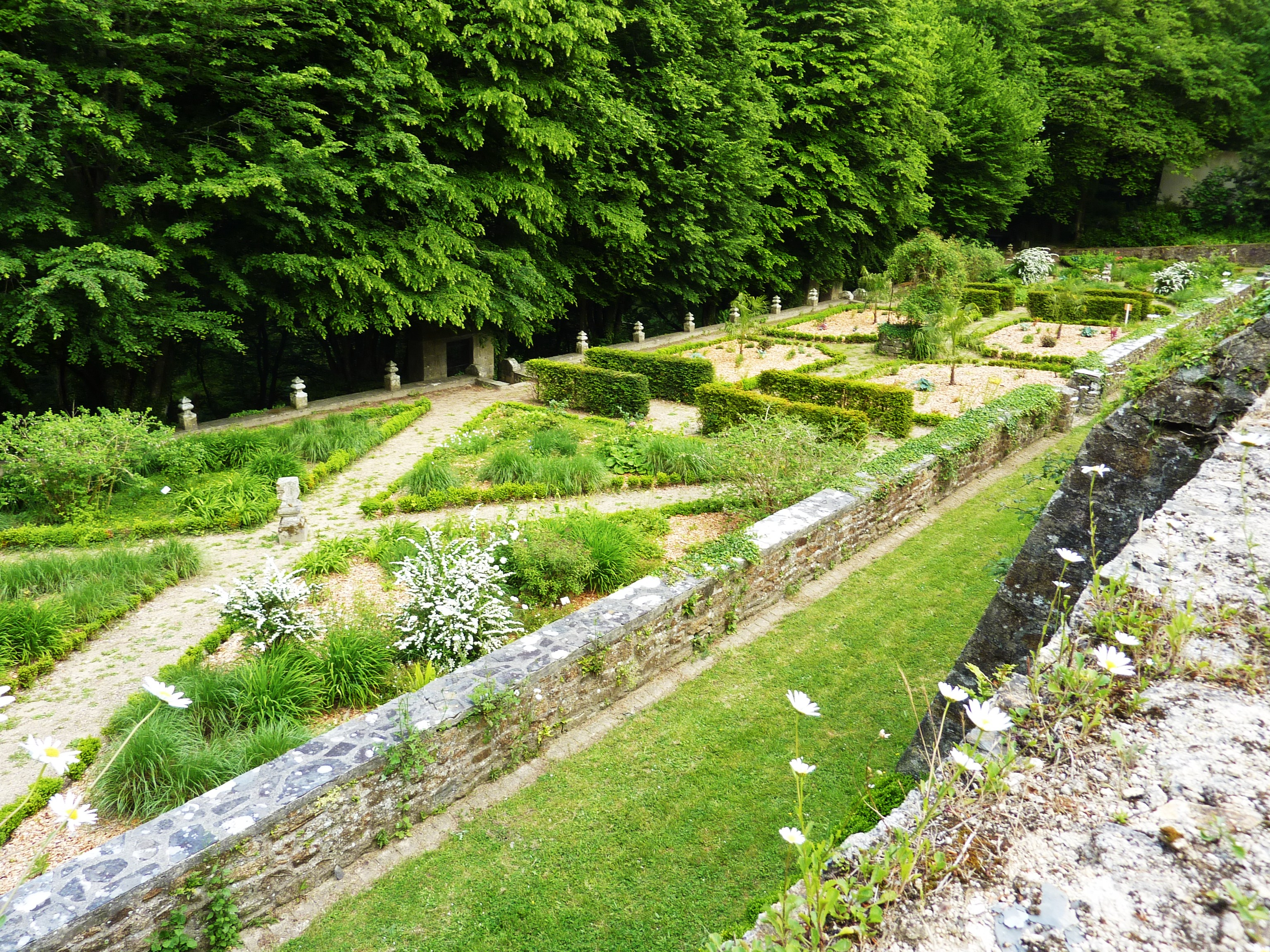
Le jardin du Corsaire en 2014.
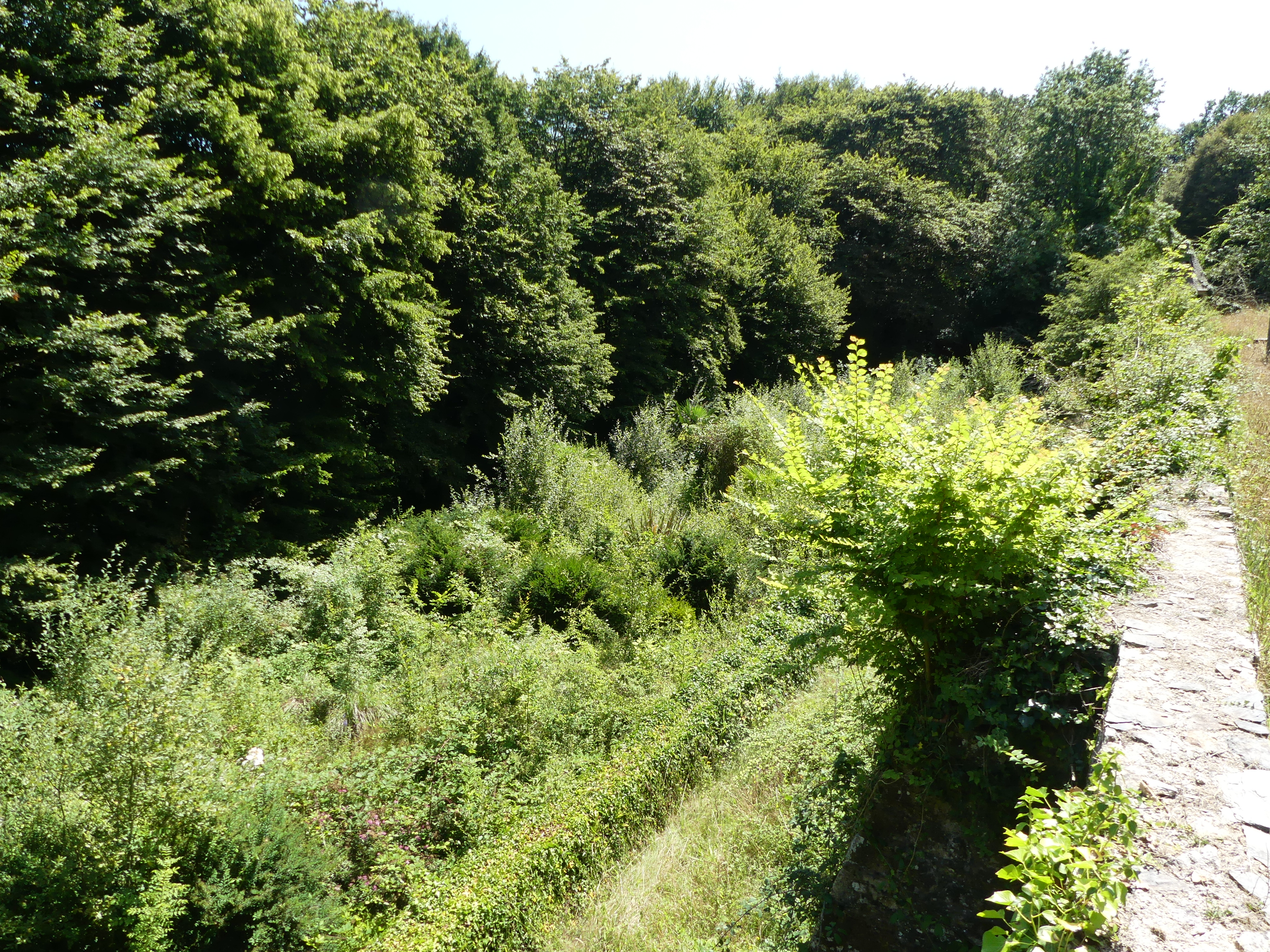
Le jardin du Corsaire en 2018.

En 2008, Morlaix communauté attribue la gestion du parc à l’association au Centre permanent d'initiatives pour l'environnement Pays de Morlaix-Trégor mais la convention de gestion n’est pas renouvelée en 2014. 
L’entrée du parc est toujours signalée mais une chaîne sur la grille en interdit le passage. Le 28 septembre 2017, le journal Le Télégramme publie un article « Suscinio toujours à l'abandon » et dresse un état des lieux des solutions envisageables. Il estime à un million d'euros le coût de réhabilitation du site .

## Le lycée agricole public de Suscinio

### Cinquante ans d'existence
L'objectif initial fixé par Edgard Pisani, ministre de l'agriculture, était de construire un collège pour l'arrondissement de Morlaix. Cet objectif a évolué pour finalement retenir le choix d'un lycée agricole.
Le premier chef d'établissement, Jean Rivoallan, disposait d'une relative liberté en ce qui concerne l'acquisition mobilière et de matériel pédagogique. Les microscopes furent approvisionnés auprès de l'entreprise Nachet, les meubles furent fabriqués par les entreprises locales (tables de réfectoire) et quelques acquisitions furent réalisés à la salle des ventes et auprès des brocanteurs : armoires anciennes du Finistère, bureau décoratif style Louis XV et trois fauteuils Jean Roche pour le hall et deux bibliothèques anglaises venant de Belgique pour la salle du conseil et, enfin, un bureau du directeur d'un ensemble Empire d'époque Napoléon III en acajou de Cuba.
Le recrutement de personnel enseignant et de soutien se réalisa avec ce même esprit d'autonomie : les nombreuses candidatures d'enseignants permirent de satisfaire les besoins et, pour le soutien, tout le personnel d'une entreprise morlaisienne de teinturerie, qui fermait définitivement, fut recrutée. Deux agents techniques complétèrent ce recrutement et leurs compétences permirent de dépasser les objectifs initiaux.
Le lycée a accueilli, pour sa première rentrée de 1968, une classe de quatrième et une classe de seconde pour un effectif total de 72 élèves. Cette rentrée fut différée au 4 novembre car les travaux n'étaient pas achevés. Malgré ce contretemps, il n'y eut aucune défection. Dix-huit élèves de seconde furent admis en première D'.
Le lycée a organisé, en juin 1969, des Féeries Nocturnes de Suscinio à partir du château. Des milliers de morlaisiens s'installèrent en spectateurs près du Dourduff et de Locquénolé. En 1970, une troupe de danseuses du ballet de Saint Brieuc firent un spectacle au cours de ces féeries : des centaines de chaises furent disposées sur la grande pelouse située derrière le château. 
L'incendie du château ne permit pas l'organisation d'une troisième féerie. Des enseignants de français et d'éducation culturelle organisèrent des pièces de théâtre dont des représentations furent réalisés, avec beaucoup de succès, dans les deux départements du Finistère et des Côtes d'Armor.
Dès 1970, le nombre de candidats à l'admission en seconde, jusqu'à 200, dépassa celui des places disponibles (72).
En 1971, le lycée obtient le premier prix national du concours du jugement du bétail par les jeunes[réf. nécessaire].
Le lycée est le premier établissement en 1976 à proposer un BTS agroalimentaire (Tradicopa : Transformation Distribution Commercialisation des produits Agricoles et Alimentaires) en raison de l'émergence de ce type d'entreprises dans le Finistère. Quatre filières sont intégrées à cette formation : lait, viande, fruits et légumes et produits de la mer. 
Après avoir proposé des formations professionnelles agricoles, techniques (baccalauréat STAE), scientifiques (baccalauréat D' puis S), le lycée propose des formations destinées à des secondes générales, premières intégrant les enseignements de spécialité Biologie-Écologie, Mathématiques et Physique Chimie à compter de la rentrée 2019 et terminales incluant les enseignements de spécialité Biologie Écologie - Physique Chimie et Biologie Écologie - Mathématiques à compter de la rentrée 2020, premières et terminales sciences et technologies de l’agronomie et du vivant (STAV), secondes, premières et terminales professionnelles et des formations qui s’adressent à des étudiants dans le domaine de la gestion et protection de la nature (BTSA GPN),.

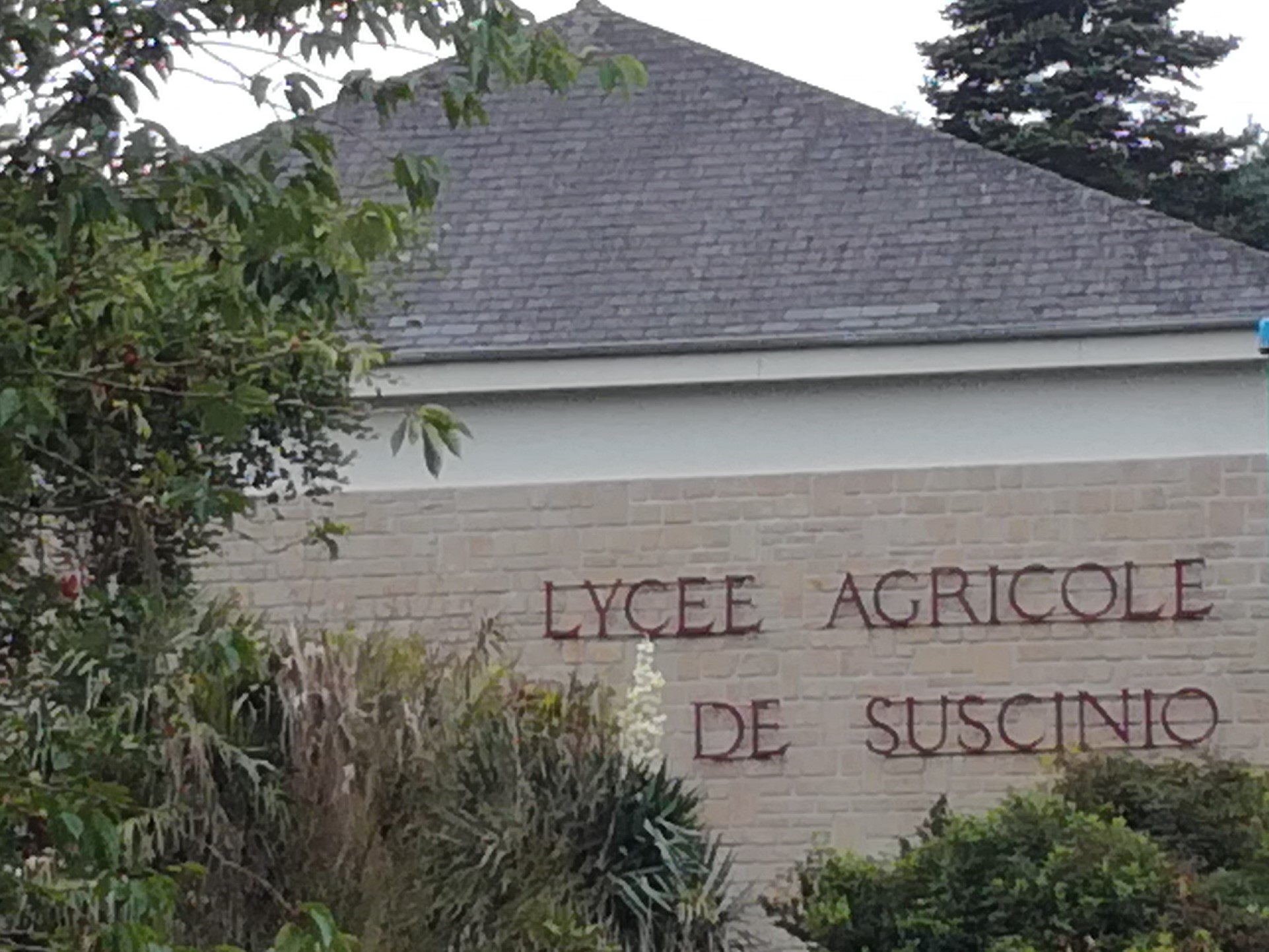
La plaque du lycée.
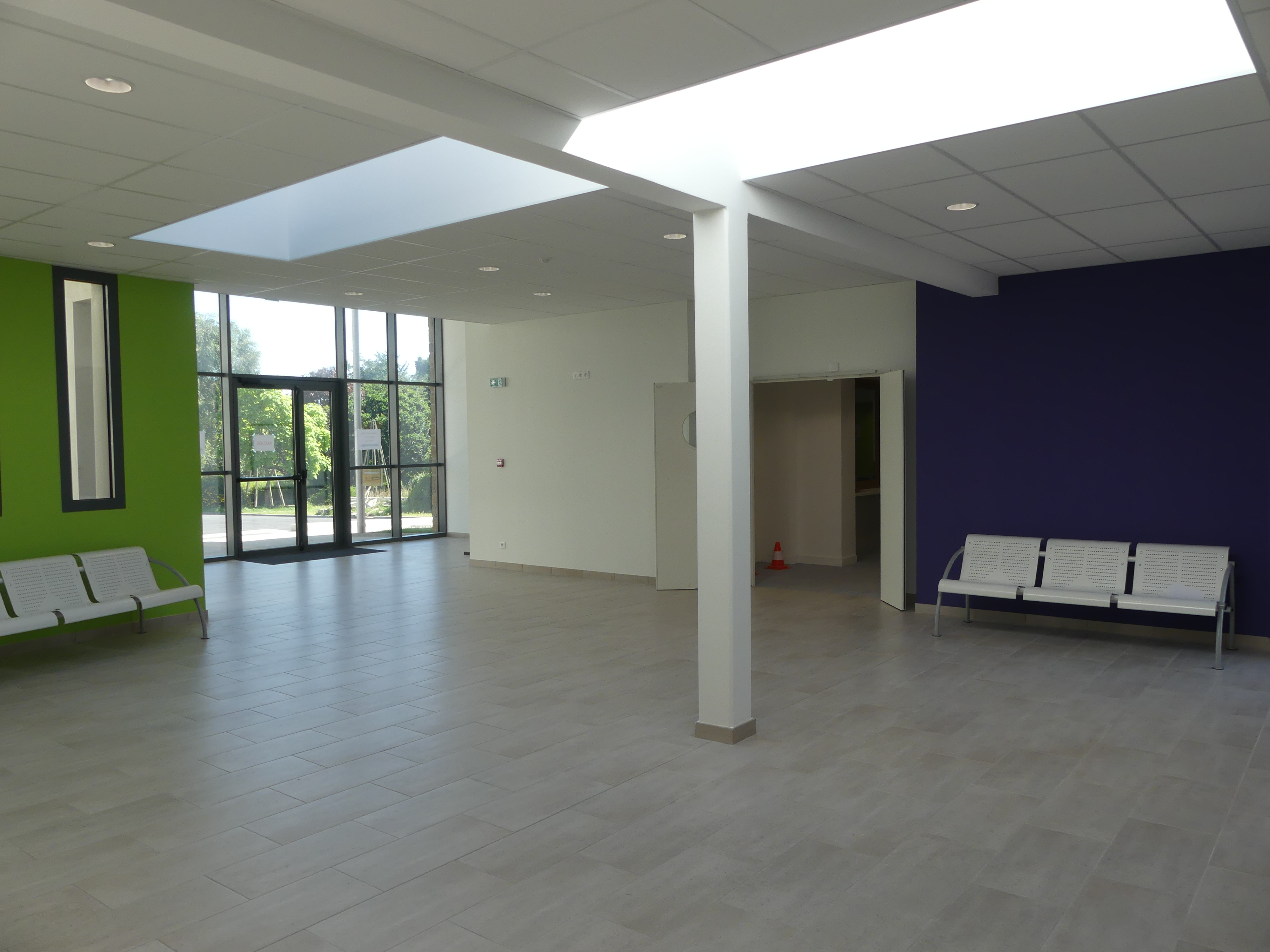
Le hall d'accueil.
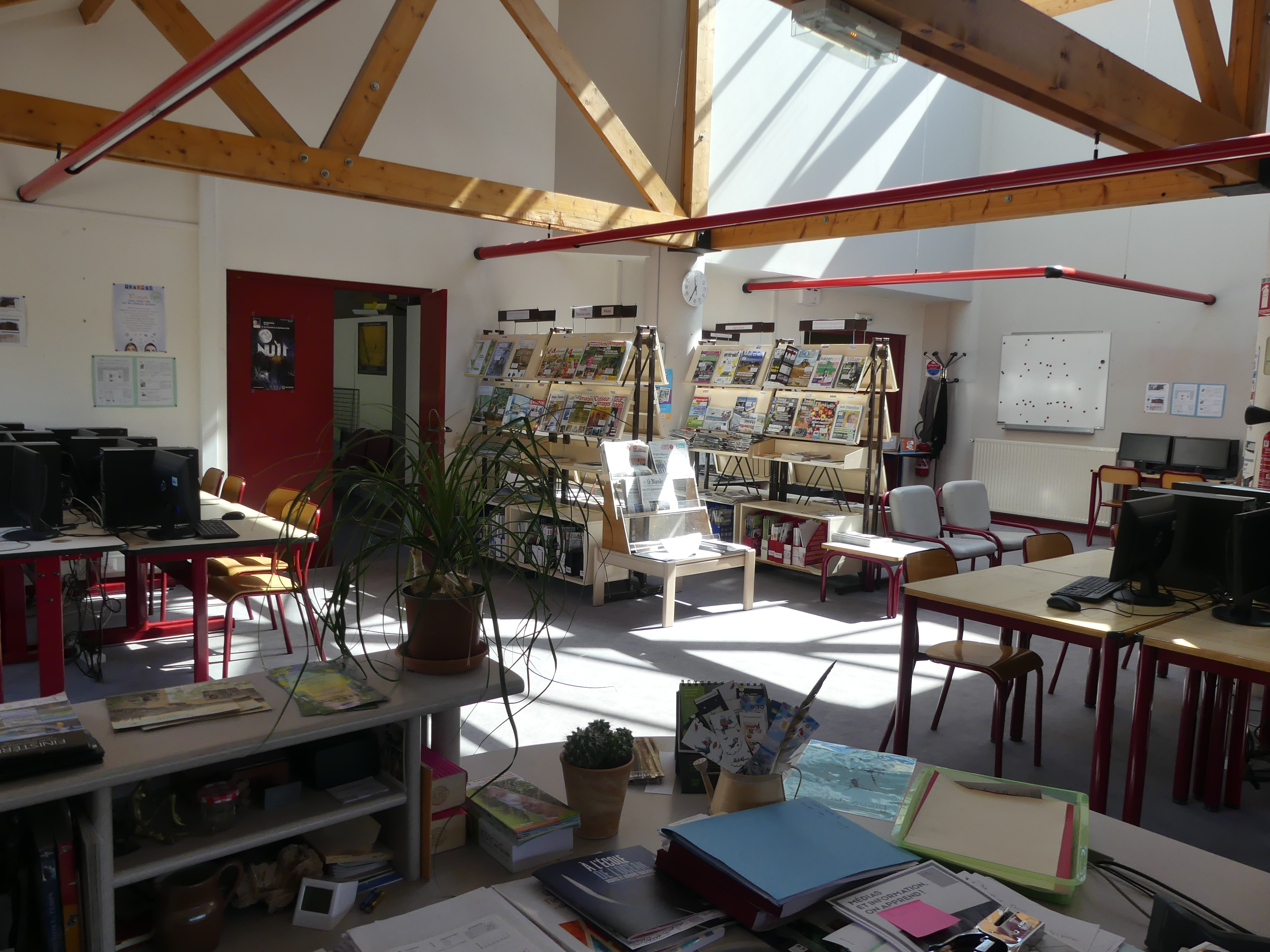
Le CDI.
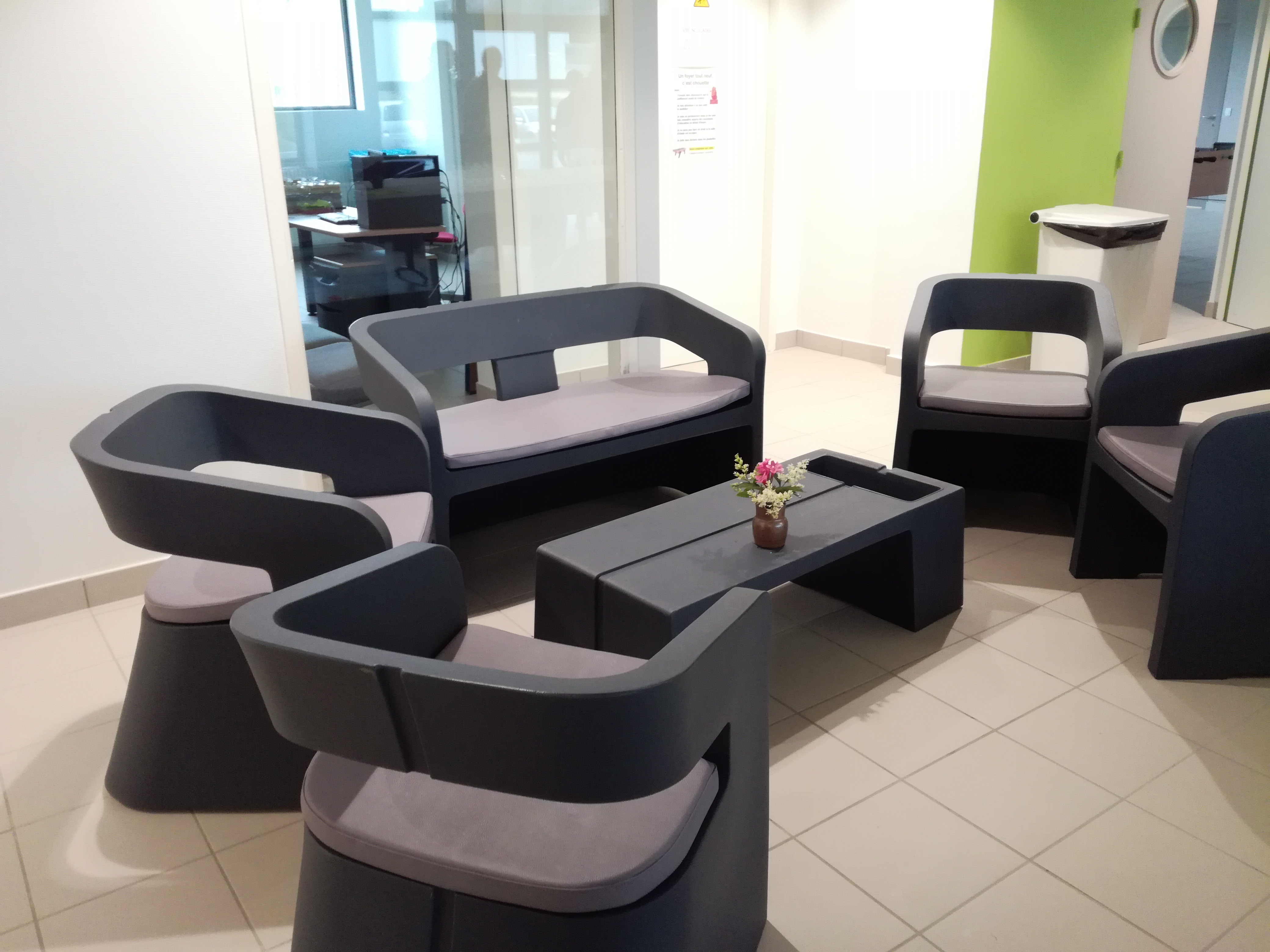
Le foyer.
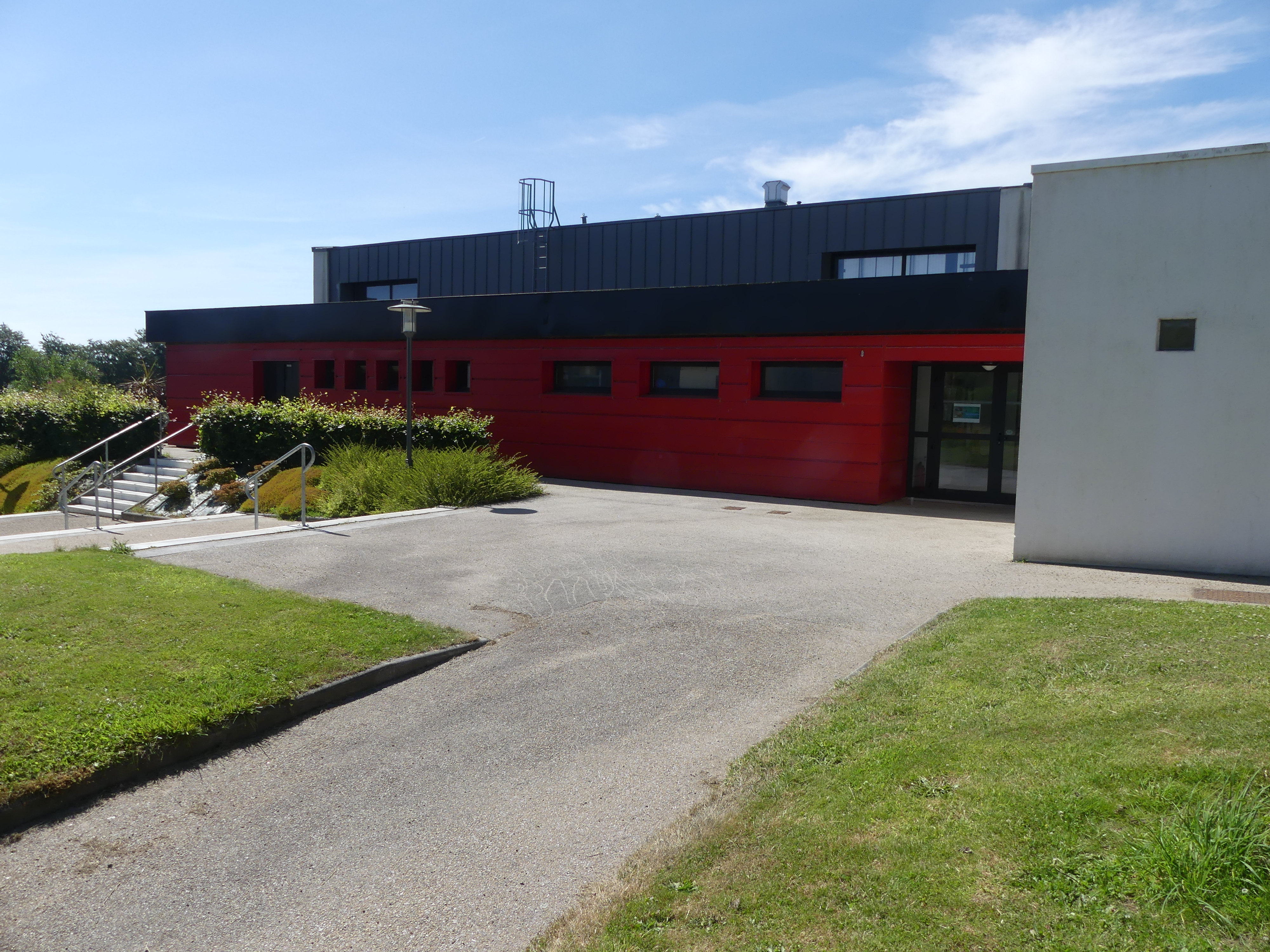
Le gymnase.

### Un lycée engagé dans l'agriculture innovante
Le lycée a développé un savoir-faire dans l’agriculture biologique et est le principal contributeur territorial de son usage dans la zone légumière du Léon. Parmi les animations proposées en 2017, la députée Sandrine Le Feur, ancienne élève du lycée, a animé un débat portant sur « le vrai coût du manger pas cher » à l’amphithéâtre du lycée.

### Un lycée présent sur le territoire
L'établissement est présent, sur le territoire, dans le domaine socio-culturel : organisation de festival (festival FestiSpring de 1997 à 1999 avec le groupe Matmatah en vedette, de ciné-concerts les 400 courts (les rencontres de courts métrages feront l'objet d'un article dans la revue Télescope en 1992) et dans l'organisation de pièces de théâtre qui seront réalisés sur l'ensemble des départements du Finistère et des côtes d'Armor.
Les élèves des classes de première STAV bénéficient chaque année d’un accompagnement proposé, dans le domaine socio-culturel, par les journalistes du web-média indépendant Eco-bretons.

### Un lycée actif à l'international
Les lycéens de première STAV ont produit en 2017 des séquences vidéo sur le thème de la pollution de la mer, en anglais, à destination d'un établissement scolaire norvégien.
Le lycée s'est engagé, sur le cycle septembre 2018 à juin 2020, dans un programme Erasmus et a développé un multipartenariat, sur le thème l'homme et la mer : histoire et perspective avec deux établissements italien et espagnol. Les établissements partenaires sont le Liceo Scientifico Linguistico Classico Statale E. Medi à Vérone et l'établissement escola basica e secunderia D. Lucinda Andrade à Sao Vicente.
La double diplomation est proposée, par l'intermédiaire d'un partenariat avec une université québécoise, aux étudiants titulaires du BTS GPN. Cette double diplomation implique de suivre une année universitaire au Québec au Cégep de la Pocatière.

## L’exploitation agricole de Suscinio
L'exploitation agricole du lycée est un outil pédagogique et expérimental en agriculture biologique. La production est de plein champ ou sous abri.
En 1977, l'établissement installe une pompe à chaleur de 140 th/h (162,4 kW). Le forage peut débiter 40 m3/h, supérieur aux besoins qui ne sont que de 23 m3/h. La pompe immergée est donc bridée. Ce système de distribution de l'eau chauffée dans l'air et au niveau du sol permet d'obtenir plus de 80 % d'économie dans une serre de 850 m2.
Les personnels de l'exploitation accueillent de nombreux stagiaires et contribuent ainsi à l'insertion de divers publics dont des demandeurs d'emploi au titre de la formation « AFC Ouvrier en maraîchage bio ».
En 2018, l’exploitation a bénéficié d'une rénovation majeure de ses locaux dont une nouvelle chambre froide adaptée aux nouveaux besoins économiques mais aussi pédagogiques.
Le personnel de l'exploitation accompagne les élèves du lycée dans l’appropriation de la culture maraîchère biologique destinée à être vendue sur place par l’intermédiaire d’une régie ou est commercialisée, principalement, par la coopérative légumière BioBreizh.

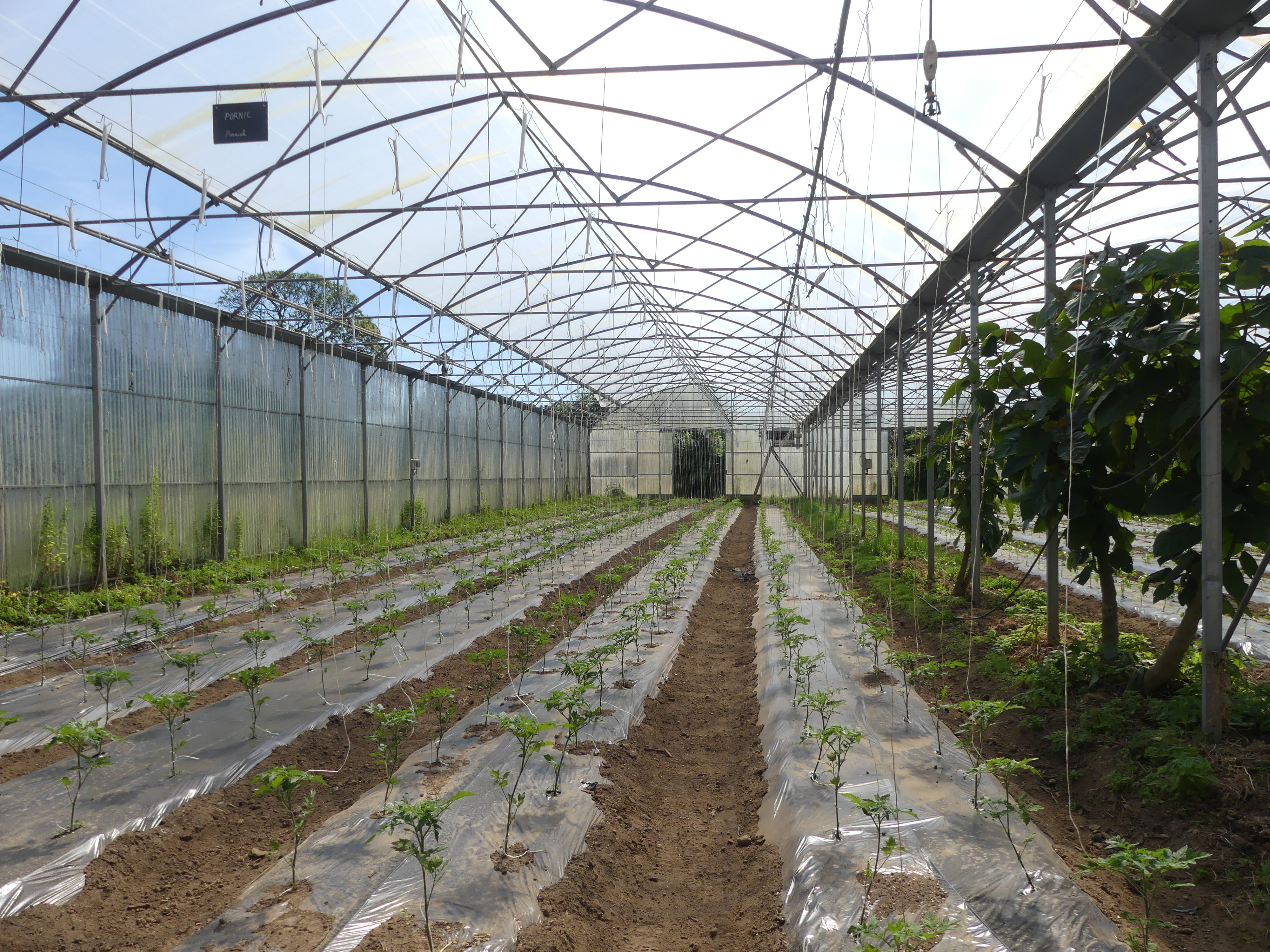
Les serres permettent de satisfaire l'essentiel des besoins pédagogiques du lycée en agriculture biologique.
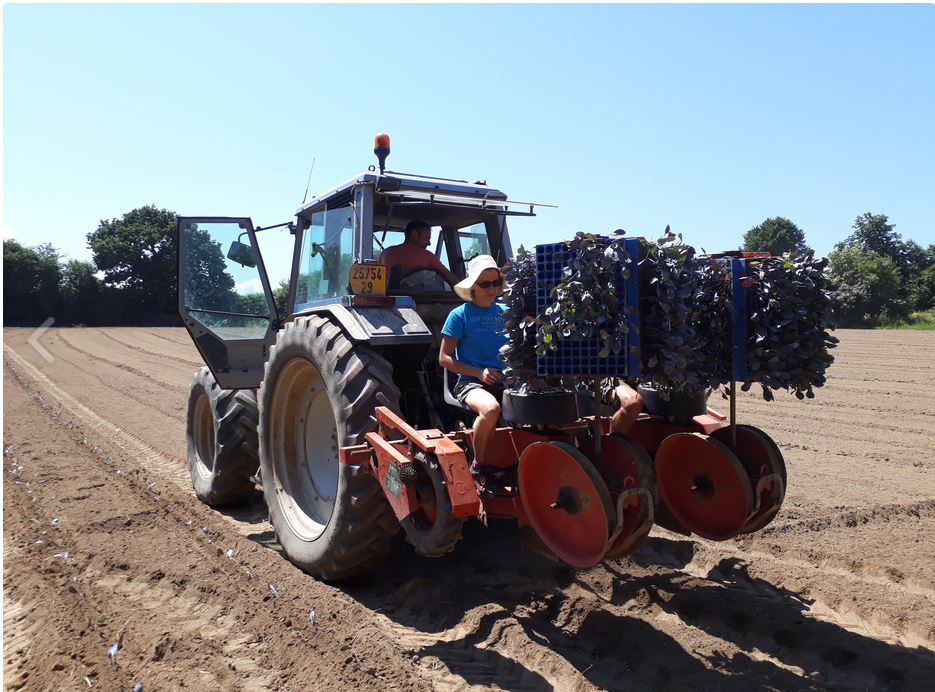
L'exploitation exploite 18 ha en agriculture biologique.
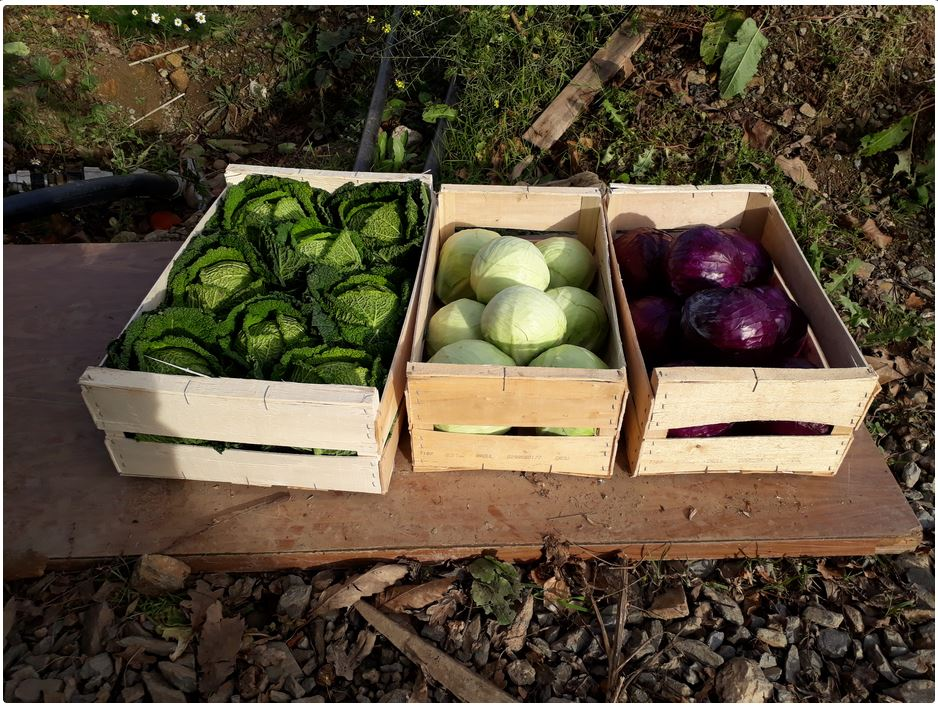
Production de choux à l'exploitation.
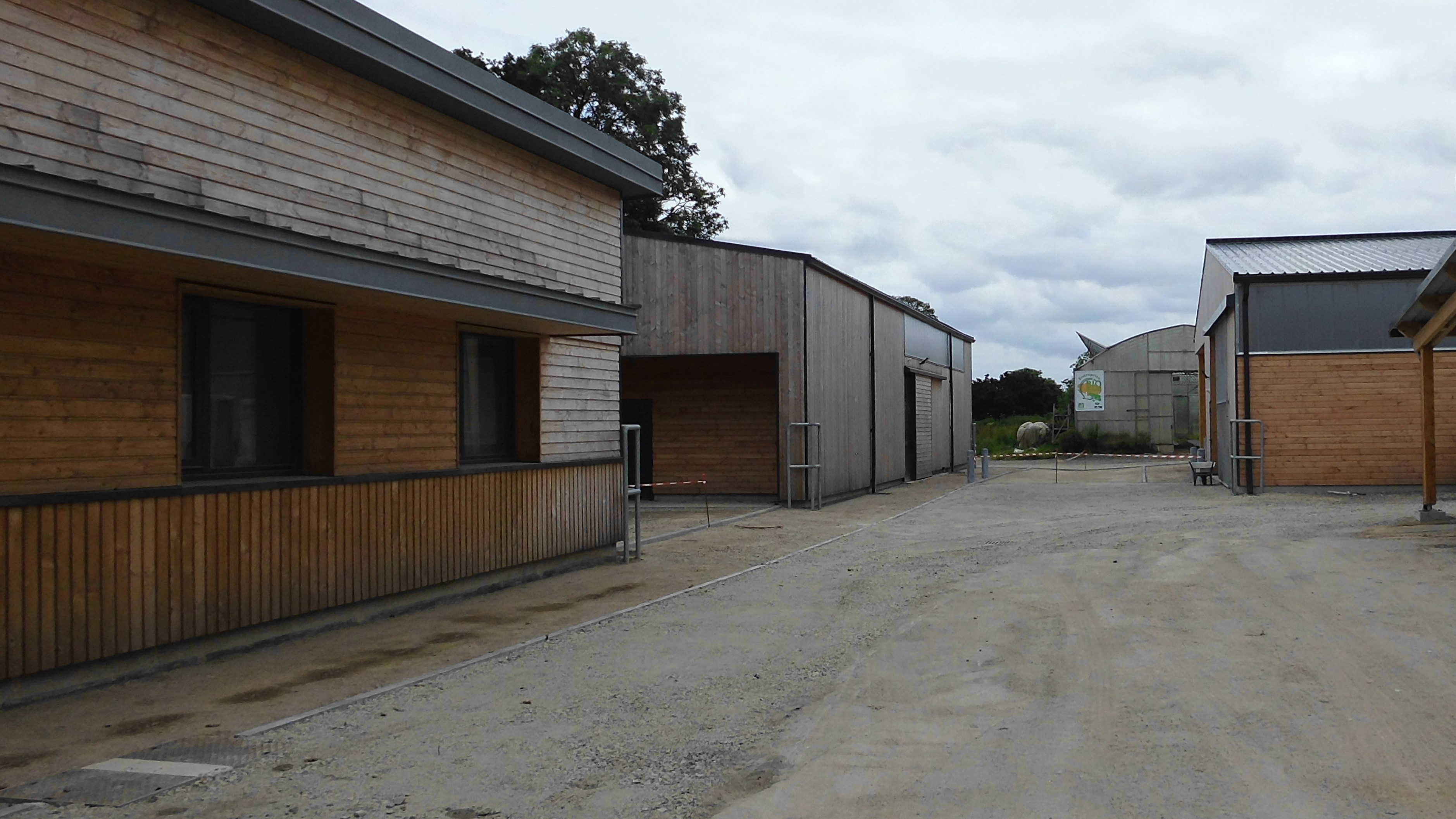
L'exploitation a fait l'objet d'une rénovation majeure en 2018.
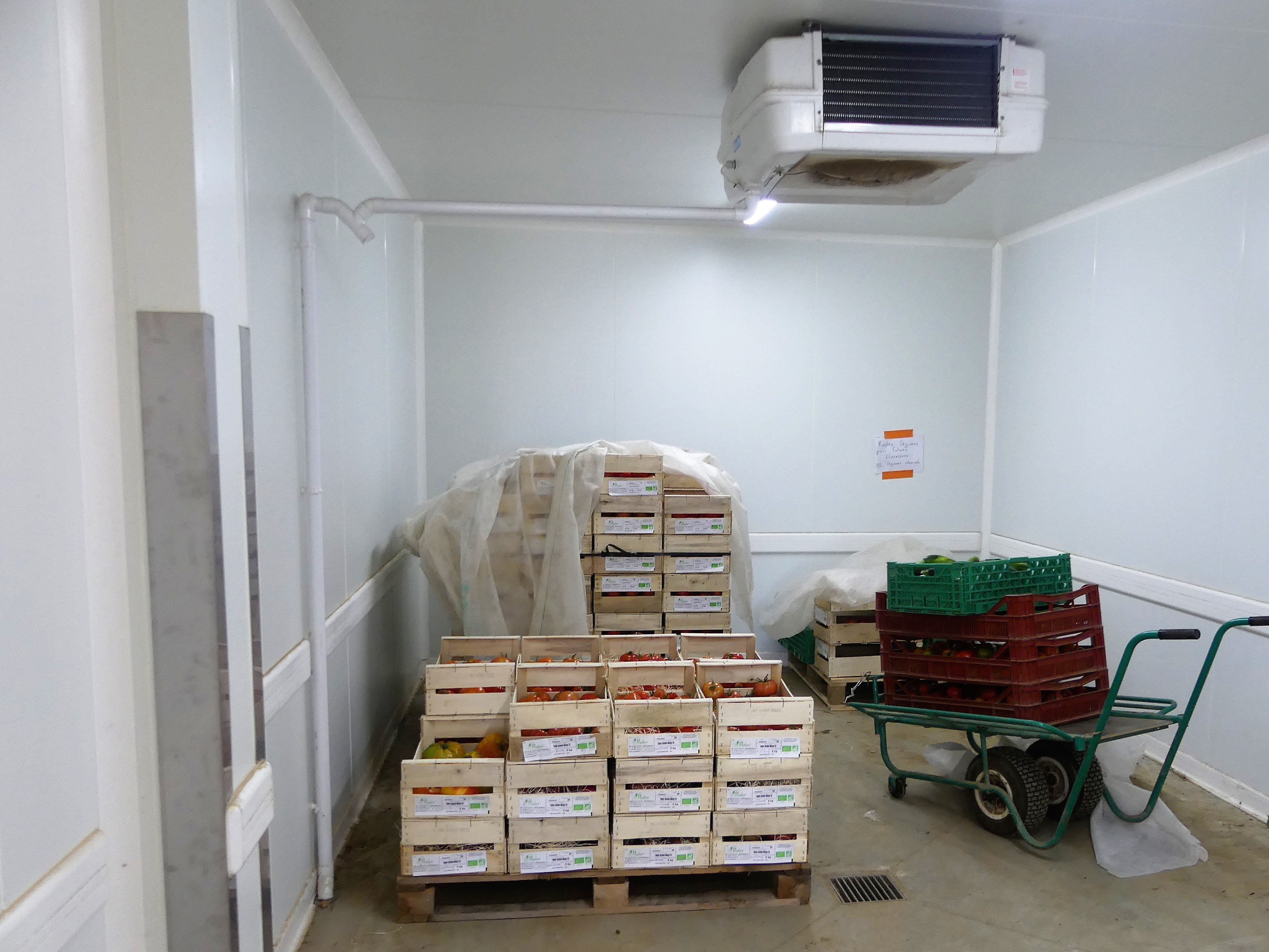
La chambre froide de l'exploitation, installée en 2018, répond à l'évolution des besoins de l'exploitation.
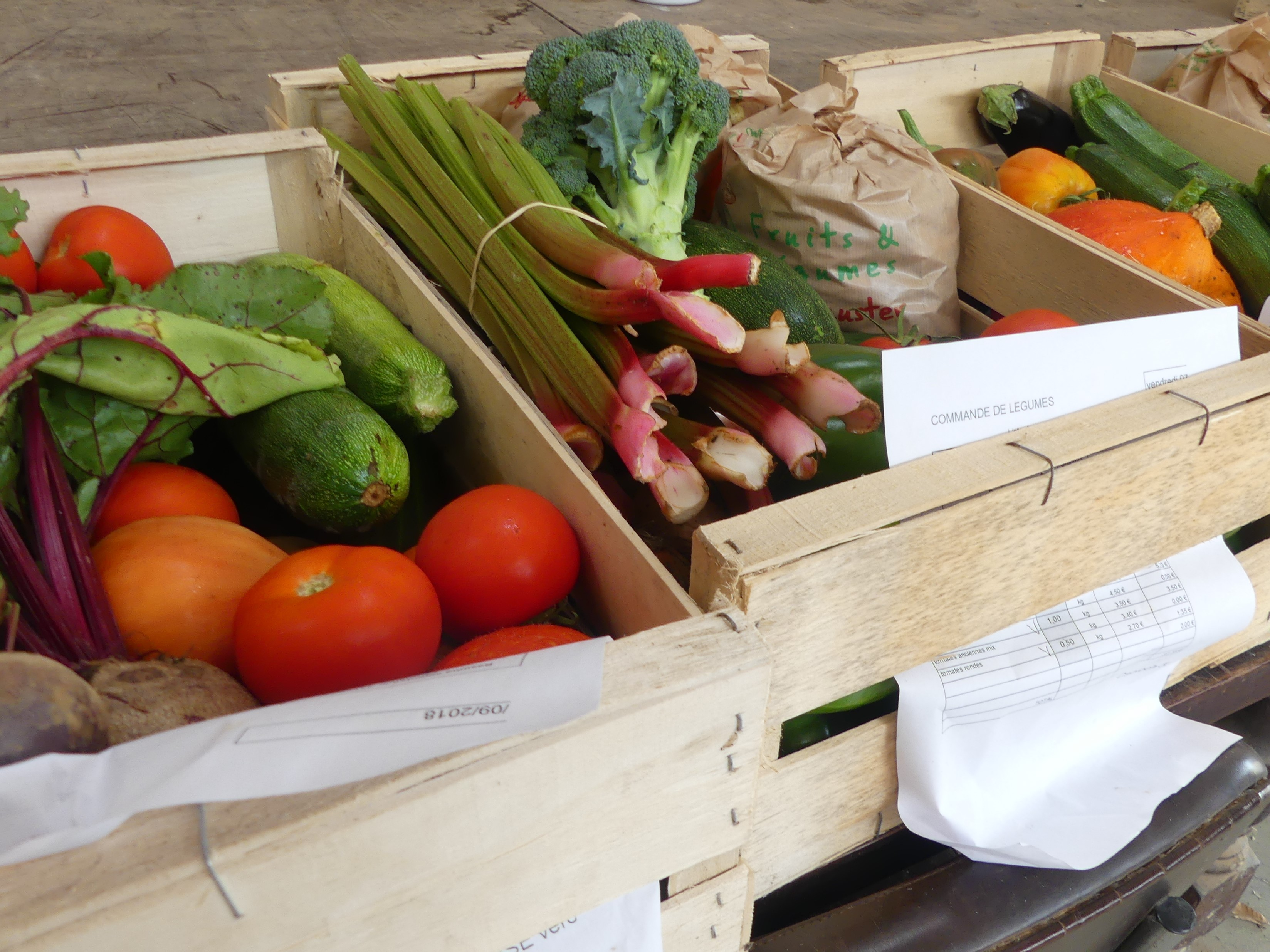
Tous les vendredis, l'exploitation prépare les commandes de paniers bio.

Tous les vendredis, l'exploitation propose, sur son site, des légumes biologiques et de saison, en vente directe : ails, aillets, aubergines, betteraves, carottes, céleris raves, choux cabus, choux de Milan, choux fleurs, choux raves, choux rouges, ciboulettes, concombres, coriandres, côtes de bette, courges, courgettes, échalotes, épinards, fenouils, mâches, moutardes Mizuna, navets, oignons blancs, oignons rosés, oignons rouges, pastèques, patates douces, persils frisés, piments, poireaux, poivrons, pommes, pommes de terre, radis, raisins, rhubarbes, roquettes, rutabagas, salades, tomates...